# Série 1020 da CP
A série 1020 é um tipo de locomotiva ao serviço da empresa pública que gere o transporte ferroviário em Portugal - CP (Comboios de Portugal).

## Características técnicas

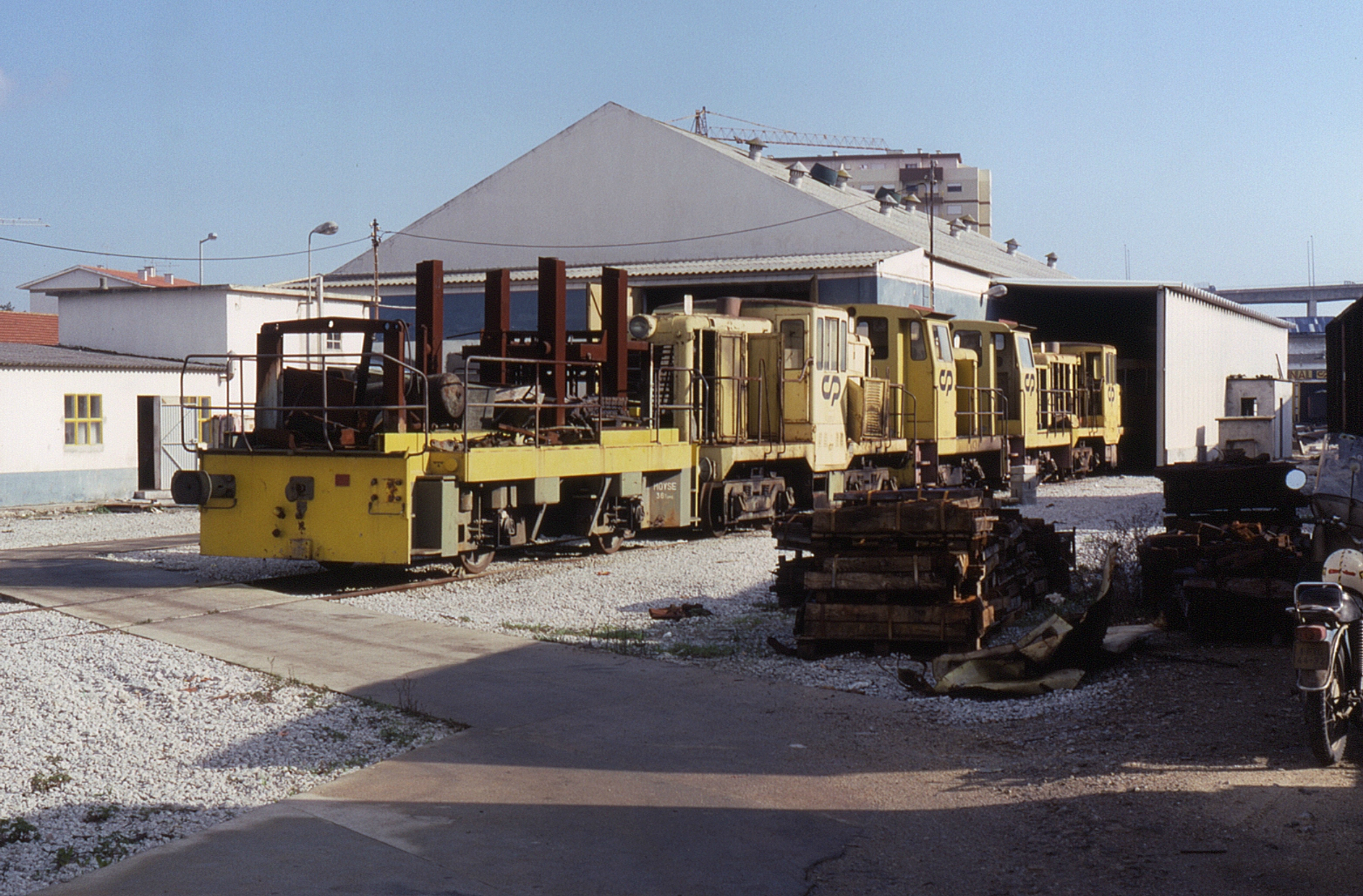
Grupo de locotractoras abatidas ao serviço, no interior das oficinas de Figueira da Foz, em 1990; a unidade semi-destruída em primeiro plano era a número 1024, da Série 1020.

### Informações diversas
Ano de entrada ao serviço: 1968
Tipo de transmissão: Eléctrica
Natureza do serviço: Manobras
Bitola de via: 1668 mm
Licença de construção:

### Construtores/fabricantes
Partes mecânicas: Gaston - Moyse
Motores de tracção: Deutz
Transmissão: Gaston - Moyse
Freio: Westinghouse Air Brake Company
Lubrificadores de verdugos: não tem
Registador de velocidade: Não tem
Transmissão de movimento: Gaston - Moyse
Equipamento de aquecimento eléctrico: Não tem
Sistema de homem morto: Não tem

### Características gerais
Tipo da locomotiva (construtor): B S 600D
Potência nominal (rodas): 425 Cv
Disposição dos rodados:   B
Diâmetro da rodas (novas): 1050 mm
Número de cabinas de condução: 1
Freio pneumático: Ar-Vácuo para Compressão
Areeiros (número): 4

### Características de funcionamento
Velocidade máxima: 65 Km/h
Esforço de tracção:
- No arranque: 9 720 kg (U=0,25)
- No regime contínuo: 9 720 kg
- Velocidade correspondente ao regime contínuo: 12 Km/h
- Esforço de tracção à velocidade máxima: 1 750 kg

Freio dinâmico:
- Esforço máximo das rodas: Não tem
- Velocidade correspondente: Não tem

### Pesos
Pesos (aprovisionamentos) (T):
- Combustível: 0,751
- Óleo do diesel: 0,063
- Água de refrigeração: 0,180
- Areia: 0,630
- Pessoal e ferramentas: 0,200
- Total: 1 824

Pesos (total) (T):
- Peso em tara: 34,20
- Peso em ordem de marcha: 36
- Peso aderente: 36

### Motor diesel de tracção
Quantidade: 1
Tipo: BF 12M 716
Número de tempos: 4
Disposição e número de cilindros: 12 V
Diâmetro e curso: 135 x 160 mm
Cilindrada total: 27, 51 I
Sobrealimentação: Sim
Potência nominal (U. I. C.): 625 Cv
Velocidade nominal: 1800 rpm
Potência de utilização: 625 Cv

### Transmissão de movimento
Tipo: 2 - Geradores CC; 1 - Acoplamento Hidráulico; 4 - Motores de Tracção
Características essenciais: Transmissão por Corrente; Relação final de transmissão: 8,72